# Stockberg (Leichlingen)
Stockberg ist eine aus einer Hofschaft hervorgegangene Ortslage in der Stadt Leichlingen (Rheinland) im Rheinisch-Bergischen Kreis.

## Lage und Beschreibung
Stockberg liegt an der Landesstraße L288, die hier auch Stockberg heißt, am westlichen Rand von Leichlingen an der Stadtgrenze zu Langenfeld (Rheinland). Der Name Stockberg der in der ersten Hälfte des 20. Jahrhunderts noch eigenständige Ortschaft findet sich nur noch als Straßenbezeichnung wieder, der Ursprungsort ist der geschlossenen Wohn- und Gewerbebebauung aufgegangen. Der gesamte, mittlerweile geschlossen bebaute Ortsbereich wird heute nach dem benachbarten Wohnplatz Windgesheide benannt.
Westlich von Stockberg befanden sich auf Langenfelder Stadtgebiet die Leichlinger Sandberge, die für den Sandabbau weitgehend abgetragen wurden. Der als Naturdenkmal geschützte Heidberg am Ortsrand ist hälftig abgetragen worden. Westlich befindet sich das Autobahndreieck Langenfeld. Südlich grenzt unmittelbar die Ortslage Am Adler an, so dass in historischen Karten oft nicht zwischen beiden Wohnplätzen unterschieden wird. Weitere benachbarte, zumeist die in westliche Vorstadt Leichlingens aufgegangene Orte sind Kellerhansberg, Hüttchen, Merlenforst, Unterschmitte, Roßlenbruch, Bockstiege und Bahnhof. Ziegwebersberg und Staderhof haben ihre eigenständige Lage bewahrt.

## Geschichte
Stockberg lag an der Sandstraße, einer Altstraße von Aufderhöhe nach Opladen und heutige Landesstraße L288. Die Karte Topographia Ducatus Montani aus dem Jahre 1715 zeigt einen Hof unter dem Namen Stockberg. Im 18. Jahrhundert gehörte der Ort zum Kirchspiel Leichlingen im bergischen Amt Miselohe. Die Topographische Aufnahme der Rheinlande von 1824 zeigt den Ort als Stockberg und die Preußische Uraufnahme von 1844 verzeichnet ihn als Schwarzer Adler, die Leichlinger Gemeindekarte von 1830 ebenso als Schwarzenadler.
1815/16 lebten sieben Einwohner im Ort. 1832 gehörte Stockberg der Bürgermeisterei Leichlingen an. Der laut der Statistik und Topographie des Regierungsbezirks Düsseldorf als Hofstadt kategorisierte Ort besaß zu dieser Zeit neun Wohnhäuser und neun landwirtschaftliche Gebäude. Zu dieser Zeit lebten 46 Einwohner im Ort, allesamt evangelischen Glaubens. 1867 wurde östlich von Stockberg die Bahnstrecke Gruiten–Köln-Mülheim eröffnet. 
Im Gemeindelexikon für die Provinz Rheinland werden 1885 neun Wohnhäuser mit 48 Einwohnern angegeben. 1895 besitzt der Ort neun Wohnhäuser mit 44 Einwohnern, 1905 15 Wohnhäuser und 110 Einwohner.
Ab Mitte des 20. Jahrhunderts schlossen sich die Lücken in der Wohn- und Gewerbebebauung mit den benachbarten Wohnplätzen und Stockberg wurde Teil der westlichen Vorstadt Leichlingens.